# Stan Getz

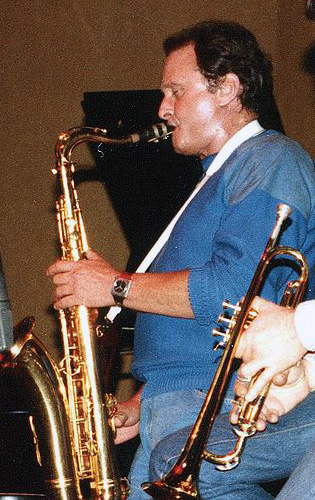
Stan Getz in Sandvika, Norwegen (1983)

Stan Getz (* 2. Februar 1927 als Stanley Gayetzsky in Philadelphia; † 6. Juni 1991 in Malibu) war jahrzehntelang einer der einflussreichsten Saxophonisten der Welt. Getz war stilbildend im Bereich des Cool Jazz. Seine größten populärmusikalischen Erfolge gelangen ihm in seiner Latin-Phase. Später war er ein herausragender Mainstream-Saxophonist und galt als eleganter Melodiker. Er wurde mit elf Grammy Awards ausgezeichnet.

## Leben
Getz wurde als Sohn jüdischer Einwanderer aus der Ukraine geboren. Er spielte zu Beginn seiner Karriere Altsaxophon bei Jack Teagarden (zu dessen Band er 1943 durchbrannte und der sich – um ihn zu halten – zu seinem Vormund bestimmen ließ), mit Nat King Cole, Lionel Hampton und eigenen Gruppen, dann in den Big Bands von Stan Kenton (1944/45), Benny Goodman (der den 16-Jährigen wegen seines unreifen Verhaltens feuerte), Randy Brooks (1946), Jimmy Dorsey und Woody Herman (1947–1949). Zunächst galten Getz und sein Gitarrist Jimmy Raney als bekannte Vertreter des West-Coast- oder Cool-Jazz. Der Tenorist war zunächst ein Pionier des Bebop. Die Aufnahmen, die er bereits vorher mit Horace Silver, Jimmy Raney und anderen machte, wurden erst später als relevant und bedeutend rezipiert.
Mit der Hermans Second Herd erlangte er zuerst größere Aufmerksamkeit durch sein Spiel im Four-Brothers-Sound. Bekannt wurde er 1947 durch sein Solo Early Autumn. Getz blieb bei Herman bis 1949 und arbeitete dann als Bandleader (Stan Getz Plays auf Clef), aber auch als Begleiter in Projekten von Sarah Vaughan, Ella Fitzgerald, Dizzy Gillespie und bei den Jazz at the Philharmonic (JatP)-Tourneen. Sein 1951 geschriebener Song Dear Old Stockholm wurde ein Jazzstandard.

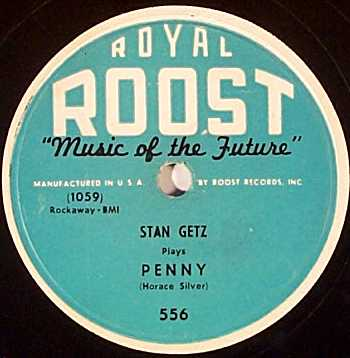
Eine von Stan Getz’ Aufnahmen für Roost Records in den frühen 1950er Jahren: die 78er Shellack „Penny“

1954 wurde er zu einem Gefängnisaufenthalt verurteilt, nachdem er versucht hatte, mit einer Spielzeugpistole Drogen in einer Apotheke in Seattle zu rauben. Danach lebte er eine Weile nach einer JatP-Europa-Tournee 1957/1958 halb zurückgezogen mit seiner schwedischen Frau in Kopenhagen. 1961 meldete er sich mit dem von Streichern begleitetem Album Focus zurück.
Weltbekannt wurde Stan Getz Anfang der 1960er Jahre durch seine Bossa-Nova-Aufnahmen. Seine Version von Desafinado (1962, auf Jazz Samba) zusammen mit dem Gitarristen Charlie Byrd wurde ein Hit. Sein größter Erfolg war aber wohl der Titel The Girl from Ipanema (1963), den er zusammen mit Astrud Gilberto, João Gilberto und Antônio Carlos Jobim auf dem Album Getz/Gilberto einspielte, das ihm einen Grammy einbrachte.
Nach seiner Bossa-Nova-Phase spielte er mit eigenen Gruppen, denen u. a. Gary Burton, Chick Corea, Joanne Brackeen, Kenny Barron, Steve Swallow, Stanley Clarke, Miroslav Vitouš, Jack DeJohnette, Tony Williams, Roy Haynes angehörten. Er spielte u. a. mit (dem Pianisten) Bill Evans, Chet Baker, Elvin Jones, Diane Schuur, Peter Herbolzheimer, der Kenny Clarke/Francy Boland Big Band. Seit 1972 produzierte er seine Platten selbst. 1977 spielte er die Filmmusik für den Thriller Der Fall Serrano ein.
Seit 1985 war er an der Stanford University als Dozent beim Aufbau des Jazz Departement tätig. Ab den 1980er Jahren gab er auch wieder Konzerte in Deutschland, das letzte 1990 in der Münchner Philharmonie. Er trat noch wenige Monate vor seinem Tod an Leberkrebs 1991 im Alter von 64 Jahren auf.
Seit Beginn seiner Karriere war der sensible und privat zu Ausfälligkeiten neigende Künstler drogensüchtig; die Karriere war durch Gefängnisaufenthalte unterbrochen. Vom Heroin konnte Getz sich zwar befreien, die Alkoholsucht überwand er jedoch nie vollständig und konnte unter Alkoholeinfluss auch ausfallend werden. Trotz seiner Drogen- und Alkoholprobleme hat er auf der Bühne niemals versagt.
Getz gilt als einer der renommiertesten Jazzmusiker, der auch von seinen Musikerkollegen anerkannt war. Die Ursachen dafür liegen in seinem großen melodischen Gespür und seinem oft exquisiten Ton begründet. Getz ist sowohl durch seine individuelle Tonbildung als auch durch seine spezifische Phrasierung sofort identifizierbar. Beim Spiel wirkte er immer sehr kühl, fast teilnahmslos; seine Musik war trotzdem hoch emotional, konzentriert und technisch absolut perfekt. Er spielte niemals ekstatisch, aber trotz aller Verhaltenheit immer mit höchster Intensität – der Inbegriff des Cool-Jazz-Improvisators.
Getz heiratete 1946 Beverly Byrne, eine Sängerin in der Band von Gene Krupa, und bekam mit ihr drei Kinder. In zweiter Ehe heiratete er 1956 die Schwedin Monica Silfverskiöld, Tochter des Turners und Arztes Nils Silfverskiöld, mit der er weitere zwei Kinder hatte. 1964 hatte er eine Affäre mit der Bossa Nova-Sängerin Astrud Gilberto. Nach jahrelangem vergeblichen Kampf gegen seine Drogensucht wurde die Ehe 1987 geschieden, die Vormundschaften über seine Kinder aus erster und zweiter Ehe behielten seine Exfrauen.
1987 wurde bei Stan Getz Leberkrebs diagnostiziert. Er starb daran am 6. Juni 1991 in Malibu.

## Diskografie (Auswahl)

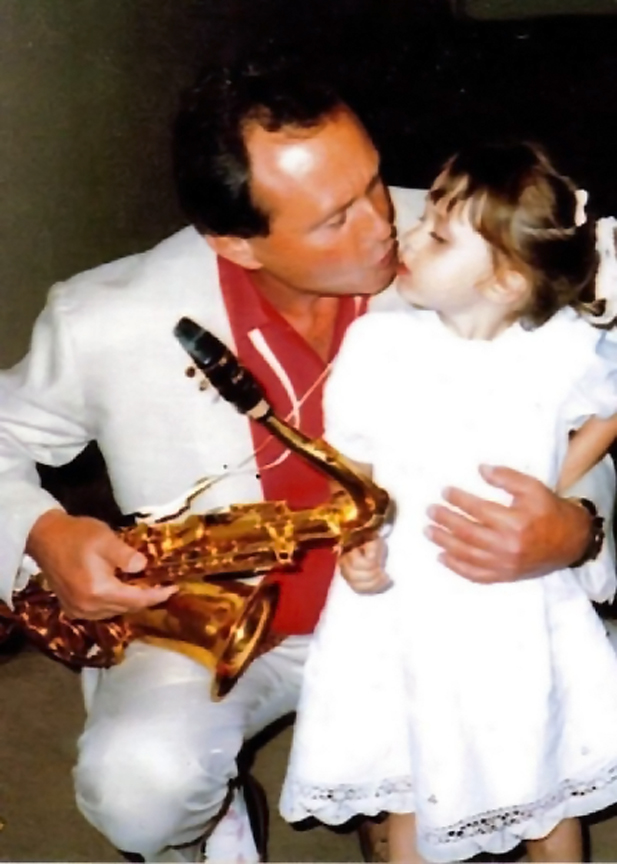
Stan Getz mit Enkeltochter (Lincoln Center, 1987)

### Alben
| Jahr | Titel Musiklabel                   | Höchstplatzierung, Gesamtwochen/‑monate, AuszeichnungChartplatzierungen (Jahr, Titel, Musiklabel, Platzierungen, Wochen/Monate, Auszeichnungen, Anmerkungen) | Höchstplatzierung, Gesamtwochen/‑monate, AuszeichnungChartplatzierungen (Jahr, Titel, Musiklabel, Platzierungen, Wochen/Monate, Auszeichnungen, Anmerkungen) | Höchstplatzierung, Gesamtwochen/‑monate, AuszeichnungChartplatzierungen (Jahr, Titel, Musiklabel, Platzierungen, Wochen/Monate, Auszeichnungen, Anmerkungen) | Höchstplatzierung, Gesamtwochen/‑monate, AuszeichnungChartplatzierungen (Jahr, Titel, Musiklabel, Platzierungen, Wochen/Monate, Auszeichnungen, Anmerkungen) | Anmerkungen                                                                                 |
| Jahr | Titel Musiklabel                   | DE | CH | UK | US | Anmerkungen                                                                                 |
| ---- | ---------------------------------- | --- | --- | --- | --- | ------------------------------------------------------------------------------------------- |
| 1962 | Jazz Samba Verve                   | DE16 (8 Mt.)DE | — | UK15 (7 Wo.)UK | US1 (70 Wo.)US | mit Charlie Byrd                                                                            |
| 1962 | Big Band Bossa Nova Verve/Polygram | — | — | — | US13 (22 Wo.)US |                                                                                             |
| 1963 | Jazz Samba Encore Verve            | — | — | — | US88 (11 Wo.)US | mit Luiz Bonfá                                                                              |
| 1964 | Reflections Verve                  | — | — | — | US122 (6 Wo.)US |                                                                                             |
| 1964 | Getz/Gilberto Verve                | — | CH49 (1 Wo.)CH | UK— SilberUK | US2 Gold · (96 Wo.)US | mit João Gilberto, Astrud Gilberto und Antônio Carlos Jobim Charteinstieg CH: 14. Juli 2019 |
| 1967 | Sweet Rain Verve                   | — | — | — | US195 (2 Wo.)US |                                                                                             |
| 1974 | Captain Marvel Columbia Records    | — | — | — | US191 (1 Wo.)US | mit Chick Corea                                                                             |

grau schraffiert: keine Chartdaten aus diesem Jahr verfügbar
Weitere Alben
- 1950 The Complete Roost Recordings (Roost, 1950–1954)
- 1951 Stan Getz at Storyville (Roost – Vol. 1 & 2) mit Al Haig, Jimmy Raney, Teddy Kotick, Tiny Kahn
- 1953 Chamber Music (Roost) mit Horace Silver, Jimmy Raney, Leonard Gaskin Roy Haynes
- 1954 Stan Getz at the Shrine mit Bob Brookmeyer, Live
- 1956 For Musicians Only (Verve) mit Dizzy Gillespie, Sonny Stitt, John Lewis, Herb Ellis, Ray Brown, Stan Levey
- 1957 Stan Getz and J. J. Johnson At The Opera House
- 1957 Stan Getz and the Oscar Peterson Trio (Verve) mit Oscar Peterson, Herb Ellis, Ray Brown
- 1957 Getz meets Mulligan in HiFi mit Gerry Mulligan, Lou Levy, Ray Brown, Stan Levey
- 1961 Getz at the Gate (ed. 2019)
- 1961 Focus, mit Eddie Sauter Orchestra
- 1963 Stan Getz with Guest Artist Laurindo Almeida (Verve)
- 1971 Dynasty (Verve)
- 1976 Best of Two Worlds, mit João Gilberto und Miucha (Columbia)
- 1976 Getz/Gilberto ’76, mit João Gilberto (Resonance Records, ed. 2016)
- 1976 Moments in Time (Resonance, ed. 2016)
- 1981 The Dolphin
- 1982 Pure Getz (Concord)
- 1987 Serenity (Emarcy/Polygram)
- 1987 Anniversary (Emarcy 838 769-2)
- 1989/90 Apasionado (A&M 395 297-2)
- 1990 Billy Highstreet Samba (Emarcy/Polygram)
- 1991 People Time (Emarcy 510 134-2)
- 2021 Live at Berlin Jazz Festival 1966

Sammlung
- The Complete Recordings of the Stan Getz Quintett with Jimmy Raney – (1951–53) – (Mosaic, 1990) – 4 LPs oder 3 CDs mit Al Haig, Teddy Kotick, Tiny Kahn, Horace Silver, Leonard Gaskin, Roy Haynes, Duke Jordan, Bill Crow, Frank Isola, Hall Overton, Red Mitchell

### Singles
| Jahr | Titel Album                         | Höchstplatzierung, Gesamtwochen/‑monate, AuszeichnungChartplatzierungen (Jahr, Titel, Album, Platzierungen, Wochen/Monate, Auszeichnungen, Anmerkungen) | Höchstplatzierung, Gesamtwochen/‑monate, AuszeichnungChartplatzierungen (Jahr, Titel, Album, Platzierungen, Wochen/Monate, Auszeichnungen, Anmerkungen) | Höchstplatzierung, Gesamtwochen/‑monate, AuszeichnungChartplatzierungen (Jahr, Titel, Album, Platzierungen, Wochen/Monate, Auszeichnungen, Anmerkungen) | Anmerkungen         |
| Jahr | Titel Album                         | DE | UK | US | Anmerkungen         |
| ---- | ----------------------------------- | --- | --- | --- | ------------------- |
| 1962 | Desafinado Jazz Samba               | DE16 (4 Mt.)DE | UK11 (13 Wo.)UK | US15 (16 Wo.)US | mit Charlie Byrd    |
| 1964 | The Girl From Ipanema Getz/Gilberto | — | UK29 Silber · (10 Wo.)UK | US5 (12 Wo.)US | mit Astrud Gilberto |

## Auszeichnungen
- Grammy Award für die Best Jazz Performance, Soloist or Small Group (Instrumental) "Desafinado," Stan Getz. 1962
- Grammy Award für die Record of the Year, "The Girl From Ipanema," 1964
- Grammy Award für das Album of the Year, Getz/Gilberto, Stan Getz and João Gilberto (Verve) 1964
- Grammy Award für die Best Instrumental Jazz Performance, Small Group or Soloist With Small Group, Getz/Gilberto, Stan Getz 1964
- Grammy Award für die Best Jazz Solo Performance, "I Remember You" Stan Getz 1991